# Alpha Gruis
Désignations
Alpha Gruis (α Gru / α Gruis) est l'étoile la plus brillante de la constellation de la Grue. Sa magnitude apparente est de 1,74. Elle porte aussi le nom traditionnel d'Alnaïr (également Al Na'ir ou Al Nair), de l'arabe signifiant « la lumière » ou « la brillante ») et est également connue sous le nom La Perse. De manière ambiguë, Alnair est également le nom donné à Zeta Centauri.
Alnair est le nom officialisé par l'Union Astronomique Internationale le 20 juillet 2016.
Alpha Gruis est une étoile bleu-blanc de la séquence principale de type spectral B6V. D'après la mesure de sa parallaxe annuelle par le satellite Hipparcos, elle est située à environ ∼ 101 a.l. (∼ 31 pc) de la Terre. Elle s'éloigne du Système solaire à une vitesse radiale de +11 km/s